# Harina Žlaka
Harina Žlaka – wieś w Chorwacji, w żupanii krapińsko-zagorskiej, w gminie Zagorska Sela. W 2011 roku liczyła 36 mieszkańców.